# ایستگاه راه‌آهن سهلان
ایستگاه راه‌آهن سهلان در آذربایجان شرقی، شهرستان شبستر، بخش صوفیان واقع شده است. این ایستگاه تحت مالکیت شرکت راه‌آهن جمهوری اسلامی ایران قرار دارد.

## خط راه‌آهن
- خط راه‌آهن تبریز-جلفا (de)
- خط راه‌آهن -وان-صوفیان(-تبریز) (tr)